# U18-Världsmästerskapet i ishockey för damer
U18-VM i ishockey för damer, IIHF World Women's U18 Championships, är en världsmästerskapstävling i ishockey för juniordamlandslag för spelare upp till 18-år som anordnas av International Ice Hockey Federation  sedan 2008.
VM 2009 genomfördes med tretton lag anmälda. 2013 genomfördes turneringen med tjugo lag uppdelade på tre divisioner.

## Turneringar sedan starten 2008[2]
| År   | Värdland  | Värdort               | Guld   | Silver   | Brons    | Anmärkningar                |  |
| ---- | --------- | --------------------- | ------ | -------- | -------- | --------------------------- |  |
| 2008 | Kanada    | Calgary               | USA    | Kanada   | Tjeckien | Första mästerskapet.        |  |
| 2009 | Tyskland  | Füssen                | USA    | Kanada   | Sverige  | Sveriges första medalj.     |  |
| 2010 | USA       | Chicago               | Kanada | USA      | Sverige  |                             |  |
| 2011 | Sverige   | Stockholm             | USA    | Kanada   | Finland  | Finlands första medalj.     |  |
| 2012 | Tjeckien  | Přerov och Zlín       | Kanada | USA      | Sverige  |                             |  |
| 2013 | Finland   | Vierumäki och Heinola | Kanada | USA      | Sverige  |                             |  |
| 2014 | Ungern    | Budapest              | Kanada | USA      | Tjeckien |                             |  |
| 2015 | USA       | Buffalo               | USA    | Kanada   | Ryssland | Rysslands första medalj.    |  |
| 2016 | Kanada    | St. Catharines        | USA    | Kanada   | Sverige  |                             |  |
| 2017 | Tjeckien  | Přerov och Zlín       | USA    | Kanada   | Ryssland |                             |  |
| 2018 | Ryssland  | Dmitrov               | USA    | Sverige  | Kanada   | Första finalen utan Kanada. |  |
| 2019 | Japan     | Obihiro               | Kanada | USA      | Finland  |                             |  |
| 2020 | Slovakien | Bratislava            | USA    | Kanada   | Ryssland |                             |  |
| 2021 |           |                       |        |          |          | Inställt pga coronaepidemin |  |
| 2022 | USA       | Madison               | Kanada | USA      | Finland  |                             |  |
| 2023 | Sverige   | Östersund             | Kanada | Sverige  | USA      | Första finalen utan USA.    |  |
| 2024 | Schweiz   | Zug                   | USA    | Tjeckien | Kanada   | Tjekiens första silver      |  |
| 2025 | Finland   | Vanda                 | Kanada | USA      | Tjeckien |                             |  |
| 2026 | Kanada    |                       |        |          |          |                             |  |
| 2027 |           |                       |        |          |          |                             |  |
| 2028 | Kanada    |                       |        |          |          |                             |  |
| 2029 |           |                       |        |          |          |                             |  |
| 2030 | Kanada    |                       |        |          |          |                             |  |

## Medaljligan
| Nation   | Guld | Silver | Brons | Totalt |
| -------- | ---- | ------ | ----- | ------ |
| USA      | 9    | 7      | 1     | 17     |
| Kanada   | 8    | 7      | 2     | 17     |
| Sverige  | 0    | 2      | 5     | 7      |
| Tjeckien | 0    | 1      | 3     | 4      |
| Finland  | 0    | 0      | 3     | 3      |
| Ryssland | 0    | 0      | 3     | 3      |